# Grådyb
Grådyb er et farvand mellem Fanø og Skallingen, som fører ind til Esbjerg.
Indsejlingen til Esbjerg Havn har altid været farlig.
På Grådyb, lå der tidligere Station Grådyb, et fyrskib, der sammen med fyrskibene på Station Horns Rev og Station Vyl samt Blåvand Fyr skulle sikre indsejlingen til Esbjerg Havn.
55°28′N 8°19′Ø / 55.467°N 8.317°Ø
|  | Denne artikel om lokaliteten Grådyb kan blive bedre, hvis der indsættes et (bedre) billede. Du kan hjælpe ved at afsøge Wikimedia Commons for et passende billede eller lægge et op på Wikimedia Commons med en af de tilladte licenser og indsætte det i artiklen. |